# Штауфенберг (род)

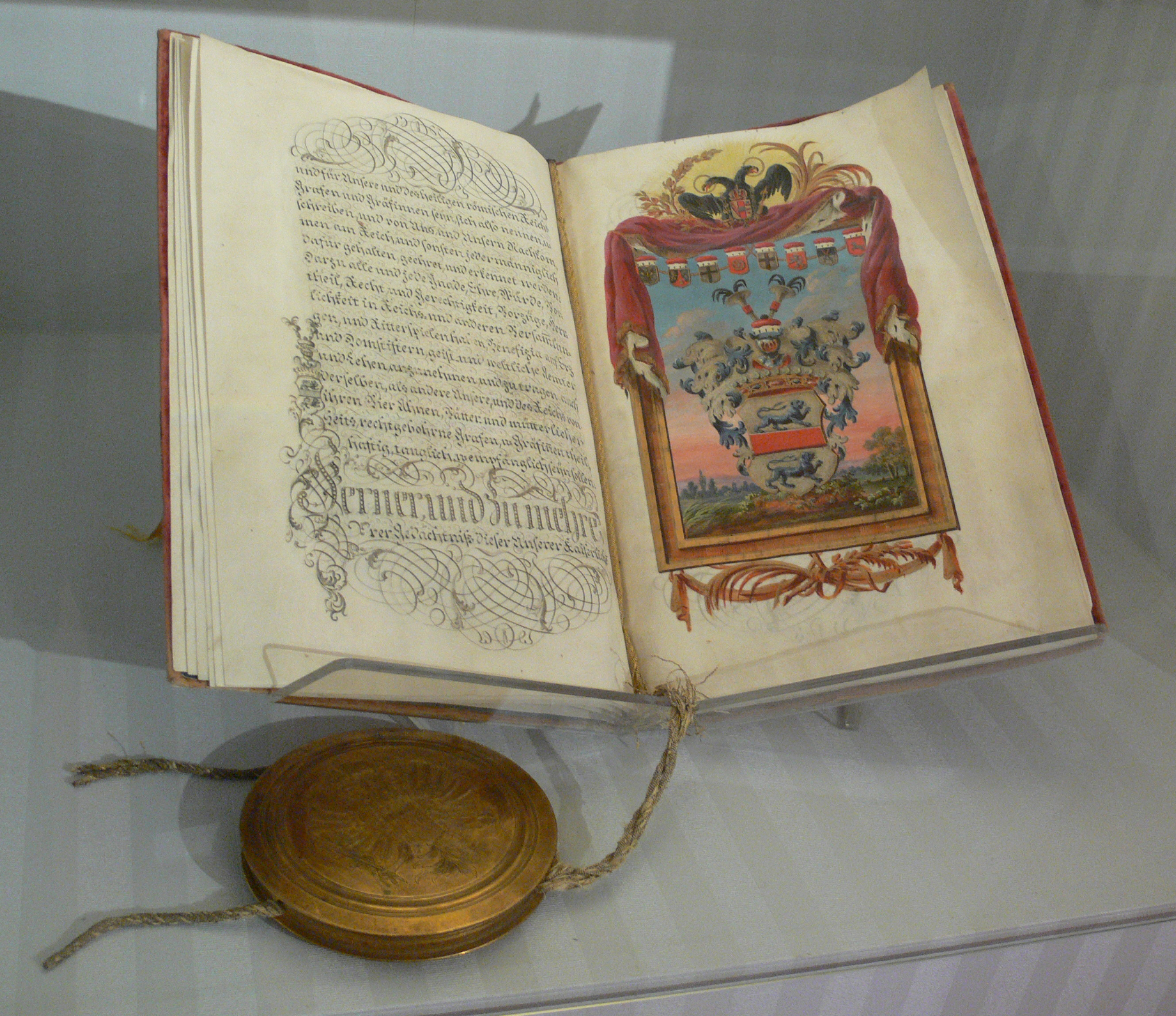
Патент имперского графа (1785 год).

Шенк фон Штауфенберг (нем. Schenk von Stauffenberg) — аристократическая немецкая римско-католическая семья из Швабии.

## История
Штауффенберги впервые упоминаются в XIII в., когда они относились к имперским рыцарям и происходили из поселения Целл, где им принадлежали обширные поместья, окружавшие деревню и Цоллерберг.
Его первый известный представитель Вернерус Пинцерна де Целле в 1255 году был назначен на церемониальную придворную должность шенка (виночерпий, сомелье, дворецкий) графов Цоллерн. Должностное лицо отвечало за винные погреба и виноградники своего господина, и когда должность позже стала наследственной в семье, титул был принят в фамилию.
Фамилии добавлялись в соответствии с местом жительства должностного лица, поэтому фамилия варьировалась между Шенк фон Целль, Шенк фон Нойенцелль, Шенк фон Андек, Шенк фон Эрпфинген и Шенк фон Штауффенберг. К концу XV в. постоянное имя семьи было Шенк фон Штауффенберг, что относится к бывшему замку Бургу Штауфенберг, расположенному у небольшой одноимённой конусообразной горы между городком Хехинген и его пригородом Рангендингеном в Вюртемберге. Традиция в семье также связывает его с династией Штауфенов.
Семья Штауффенбергов возвысилась в 1698 году, когда император Леопольд I пожаловал братьям Максимилиану Готфриду и Иоганну Филиппу наследственный титул фрайгерра. Позже семья разделилась на четыре ветви: Катценштайнеры, Бахеры, Вильфлингеры и Амердингеры. Первые две вымерли в XVIII в., в то время как Вильфлингеры были возведены в ранг потомственных рейхсграфов императором Леопольдом II в 1785 году. Поскольку ветвь Вильфлингеров вымерла в 1833 году, все ныне живущие члены семьи являются потомками братьев Франца Людвига и Фридриха из ветви Амердингеров. Франц Людвиг был сделан наследственным графом в Королевстве Бавария королем Людвигом II. С тех пор существует две ветви: одна носит титул графа, а другая носит титул имперского барона.
В XVI в. семья Штауффенбергов через брак приобрела замок Амердинген недалеко от Нёрдлингена. До этого Штауффенберги были владельцами Вильфлингена и Йеттингена. С течением времени к владениям семьи добавились новые поместья, такие как замок Грайфенштайн и замок Бурггруб в Хайлигенштадте недалеко от Бамберга, замок Лаутлинген недалеко от Эбингена на южных склонах Швебских Альб, замок Ристиссен примерно в двадцати километрах к югу от Ульма, а также поместья Штрассберг и Вильдентьерберг в Лаутлингене недалеко от Альбштадта.
После 1918 года, когда конституция Веймарской республики отменила все дворянские титулы в Германии и объявила их частью фамилии, семья стала иметь две фамилии, чтобы сохранить прежние титулы Шенк, Граф (граф) и Фрайгерр (барон) в составе фамилий.
Поскольку титул Шенка считается высшим рангом из-за того, что он является наследственным служебным титулом, он ставится перед дворянским титулом, который, в свою очередь, ставится перед фамилией. Таким образом, правильными версиями семейных фамилий являются Шенк Граф фон Штауффенберг и Шенк Фрайхерр фон Штауффенберг. Двое членов семьи также служили князьями-епископами — Бамбергским (Маркар Себастьян) и Аугсбургским и Констанцским (Иоганн Франц) — и, таким образом, они использовали титул Фюрст (князь) вместо других своих дворянских титулов.

## Известные члены семьи
- Иоганн Франц Шенк фон Штауффенберг (1658—1740), князь-епископ Констанца и Аугсбурга
- Альфред Шенк фон Штауффенберг (1860—1936), майор Вюртембергской армии
- Клаус Шенк фон Штауффенберг (1907—1944), немецкий офицер и участник Заговора 20 июля